# José Vasco
José Vasco   (Alacant, 1790 - Múrcia, 1844) va ser un compositor i mestre de capella espanyol.

## Biografia
José Vasco es va formar musicalment amb el que va ser breument mestre de capella interí de la Col·legiata d'Alacant, José Juan, i l'arpista de la capella de música, Andrés Jover, amb el que va aprendre piano, orgue i harmonia.
Evidentment va tenir una estreta relació amb la capella de música de la Col·legiata, en què va ingressar com a tiple el 18 de juliol de 1804. Vasco tenia un fort caràcter que va portar a una relació difícil amb el mestre Joseph Alexandre i els músics, amb diverses faltes de respecte. També hi va haver problemes amb les funcions que ell amb altres components feien de forma privada per guanyar diners, cosa que provocava que haguessin de ser suplerts per músics de l'església de Santa Maria. Vasco va ser multat i reprès, i va acabar abandonant el càrrec per dirigir-se a Gandia, on va ocupar el càrrec d'organista.
El 1813 va tornar a Alacant i el 13 de juny de 1814 va ser nomenat tenor de la Col·legiata, sent mestre en aquell moment Francisco Pérez Guarner. En 1817 va haver de nou problemes d'absències, per la qual cosa va ser acomiadat i Vasco va trobar un lloc de cantor mig racioner a la Catedral d'Oriola.

Després de la mort de Francisco Pérez Guarner a Madrid, l'11 d'octubre de 1822, Vasco va escriure una carta oferint els seus serveis al consell municipal:
| « | "El Ciutadà Josef Vasco natural i veí d'aquesta Ciutat Professor Filharmònic a VS. amb el respecte més gran exposa: Que trobant-se vacant la plaça de Mestre de la Capella d'aquesta col·legiata de provisió de VS. per mort de Sn Francisco Perez creu no ser desmereixedor que VS. ho tingui present en la seva provisió. Amb efecte quant a la suficiència i capacitat de l'exponent en la professió […] n'hi hauria prou per persuadir-se del mateix haver obtingut el que exposa per rigorosa oposició la plaça de Mig Racioner de la Cathedràl d'Oriola que ha estat exercint fins ara, i amb vista a les altres circumstàncies no és la de menys pes ser natural d'aquesta ciutat i mereixedor per això de preferència d'acord amb el reglament que regeix. […] I que si per motius o causals que no estan a l'abast del que exposa, no estimés VS. proveir aquesta plaça en propietat per ara seria de la major satisfacció de l'exponent que se li considerés per a la interinitat sense perjudici de presentar-se a l'oposició quan s'acordi practicar-les." | » |

Memorial de Josep Vasco, 18 d'octubre de 1822.
Tant José Pacheco, com Calixto Pérez Guarner, germà del mort mestre, van oferir els seus serveis com a mestres de capella de forma gratuïta. Calixto va ser nomenat mestre, però de forma interina, ja que les oposicions celebrades el 1824 les va guanyar José Vasco.
La capella de música de la Col·legiata de Sant Nicolau d'Alacant passava per un moment econòmic molt dolent, cosa que amb prou feines permetia pagar els sous dels músics; de fet, alguns músics actuaven sense cobrar per la seva feina, cosa que va produir nombrosos problemes. Va tenir problemes amb Calixto Pérez, que va acabar per renunciar al càrrec i ser substituït com a organista per José Garrigós. De fet, els músics de la capella van continuar queixant-se de les decisions arbitràries del mestre Vasco, que atemptaven contra la seva dignitat, fins al punt que el 1839 van dimitir quatre músics dels seus càrrecs. El 1834 va aconseguir mantenir el càrrec en poder demostrar que s'havia quedat a Alacant, després d'una Reial Ordre que separava del seu destí tots aquells que s'absentessin de la ciutat. El 1842 la capella de música va passar pel seu pitjor moment econòmic, que es va solucionar traient del repartiment del culte l'import del pagament als músics.
Durant el seu magisteri va participar en la vida cultural d'Alacant. Així el 1938 va compondre un Himne patriòtic a favor dels establiments de beneficència i el 1839 va presidir la secció de música i declamació del Liceu Artístic i Literari d'Alacant.

A partir de 1841 Vasco va començar a tenir problemes de salut, per la qual cosa es va absentar en diversos moments per rebre capellans a Múrcia, fins a 1844, quan ja no va tornar d'una cura de tres mesos, morint al març en aquella ciutat. Va haver de ser abans del 26 de març, ja que en aquella data es va nomenar el successor, Vicente Crevea Cortés, que va rebre una capella de música a punt de desaparèixer.
| « | "[…] ulceració a l'esquena dreta resultat de l'obertura espontània d'una lupia que existia a aquesta regió. El caràcter rebel de l'esmentada ulcera, i la lentitud amb què s'efectua la seva cicatrització ha donat lloc al fet que produeixi un infart en els ganglis limfàtics de l'aixella o sobaco. Aquest malalt està afectat a més d'una irritació crònica dels intestins, i tots aquests patiments reunits obliguen el malalt a observar algunes precaucions i a suggerir-se a un pla d'una mudança d'aires i aigües." | » |

Certificat expedit pel doctor Ildefons Bergez, 5 de febrer de 1844

## Obra
No es conserven gaires composicions de Vasco a la Col·legiata de Sant Nicolau. Corresponen majoritàriament a música sacra, a excepció de l'Himne patriòtic. Entre elles hi ha Les set paraules que va parlar El nostre Redemptor a la Creu, només de tenor amb acompanyament de piano; dues Misses a gran orquestra (1824 i 1825); una altra Missa a quatre veus amb acompanyament d'orgue; diverses nadales: Del centre de la terra (1824) , dotze Nadales de calenda; dos motets, Verbum car i Nobis datus; Turbes i Passillos; una Lamentació; Glòria laus; Passió del Diumenge de Rams; tres misereres; Salm de nona; diversos salms de vespres.